# Philip Jackson
Philip Jackson (Retford, 18 giugno 1948) è un attore britannico.

## Biografia
Sposato con l'attrice Sally Baxter, da cui ha avuto due figli, George e Amy, Philip Jackson, attivo attore teatrale, è diventato famoso per aver interpretato l'ispettore Japp nella serie televisiva Poirot, tratta dai romanzi di Agatha Christie, accanto a David Suchet (Hercule Poirot) e Hugh Fraser (il capitano Hastings).
Nonostante il personaggio dell'ispettore Japp sia presente in sole cinque avventure di Agatha Christie (tralasciando racconti vari), Philip Jackson ha girato ben 40 episodi della serie Poirot.
È apparso inoltre nel videoclip del brano Take on Me degli A-ha, impersonando il meccanico cattivo.

## Filmografia parziale

### Cinema
- Pressure, regia di Horace Ové (1976)
- Switch-Off, regia di Ruth Carter - cortometraggio (1977)
- Scum, regia di Alan Clarke (1979)
- Two Foolish Men, regia di Arthur Ellis - cortometraggio (1983)
- Broad Street (Give My Regards to Broad Street), regia di Peter Webb (1984)
- Il dottore e i diavoli (The Doctor and the Devils), regia di Freddie Francis (1985)
- Quarto protocollo (The Fourth Protocol), regia di John Mackenzie (1987)
- Belle speranze (High Hopes), regia di Mike Leigh (1988)
- Bad Behaviour, regia di Les Blair (1993)
- Sista dansen, regia di Colin Nutley (1993)
- Grazie, signora Thatcher (Brassed Off), regia di Mark Herman (1996)
- Yapian zhanzheng, regia di Jin Xie (1997)
- Le ragazze della notte (Girls' Night), regia di Nick Hurran (1998)
- La cugina Bette (Cousin Bette), regia di Des McAnuff (1998)
- What Rats Won't Do, regia di Alastair Reid (1998)
- Little Voice - È nata una stella (Little Voice), regia di Mark Herman (1998)
- Mike Bassett: England Manager, regia di Steve Barron (2001)
- Quando verrà la pioggia (The Intended), regia di Kristian Levring (2002)
- A Little Trip to Heaven, regia di Baltasar Kormákur (2005)
- Non dire sì - L'amore sta per sorprenderti (The Best Man), regia di Stefan Schwartz (2005)
- Corpse, regia di Richard West - cortometraggio (2006)
- I Want Candy, regia di Stephen Surjik (2007)
- Grow Your Own, regia di Richard Laxton (2007)
- What Goes Around, regia di David Kline - cortometraggio (2008)
- The Golden Boy, regia di Craig Pickles - cortometraggio (2010)
- Marilyn (My Week with Marilyn), regia di Simon Curtis (2011)
- City State (Borgríki), regia di Olaf de Fleur Johannesson (2011)
- Friend Request Pending, regia di Chris Foggin - cortometraggio (2012)
- Spike Island, regia di Mat Whitecross (2012)
- La migliore offerta, regia di Giuseppe Tornatore (2013)
- Believe - Il sogno si avvera (Believe), regia di David Scheinmann (2013)
- Patrick's Day, regia di Terry McMahon (2014)
- The Best Night of Roxy's Life, regia di Chris Cottam - cortometraggio (2014)
- Peterloo, regia di Mike Leigh (2018)

### Televisione
- Robin Hood – serie TV, 7 episodi (1984-1986)
- Poirot (Agatha Christie's Poirot) – serie TV, 40 episodi (1989-2013)
- L'ispettore Barnaby (Midsomer Murders) – serie TV, episodio 12x04 (2009)
- Delitti in Paradiso (Death in Paradise) – serie TV, episodio 3x08 (2014)
- Boomers – serie TV, 13 episodi (2014-2016)
- Bad Move – serie TV, 9 episodi (2017-2018)
- The Good Karma Hospital – serie TV, 14 episodi (2017-2022)
- There She Goes – serie TV, 5 episodi (2018-2023)
- Sherwood – serie TV, 12 episodi (2022-2024)
- The Day of the Jackal – serie TV, episodio 1x10 (2024)

## Doppiatori italiani
Nelle versioni in italiano delle opere in cui ha recitato, Philip Jackson è stato doppiato da:
- Bruno Alessandro in L'uomo dal doppio passato, Marilyn, Believe - Il sogno si avvera
- Sergio Matteucci in Belle speranze
- Marcello Mandò in Poirot (st. 1)
- Stefano De Sando in Poirot (st. 2-13)
- Paolo Buglioni in Grazie, signora Thatcher
- Roberto Draghetti in Le ragazze della notte
- Sandro Sardone in Le cugine Bette
- Luciano De Ambrosis in Little Voice - È nata una stella
- Fabrizio Temperini in Quando verrà la pioggia
- Pieraldo Ferrante in Hustle - I signori della truffa
- Ugo Maria Morosi ne La miglior offerta
- Gianni Giuliano in Peterloo
- Guido Sagliocca in The Day of the Jackal